# 千 (前綴)
千（kilo）是一个国际单位制词头，表示因数1千（103，1 000），符号为k。
英语kilo源自希腊语词语χίλιοι（chilioi），意为“千”。它起初是于1795年被安托万·拉瓦锡的研究小组所采用，并于1799年米制在法国创建时被引入其中。
例子：
- 1千克 = 1000克  ( 1kg = 1000g )

- 1千米 = 1000米  ( 1km = 1000m )
- 1千焦 = 1000焦耳

在二进制计数中，千（kilo）并不总代表1000，有时候也等于1024 (210)，经常用在讨论記憶體和文件大小的时候。更多详情参见二进制乘数词头。

## 乘方
当单位以幂的形式出现时，例如平方和立方的形式，任何词头都被视作单位的一部分，因此也要乘方。
- 1 km2可以表示1平方千米，1000m × 1000m的正方形的面积或106m2。
- 1 km3可以表示1立方千米，1000m × 1000m × 1000m的立方体的体积或109 m3。